# Duilio Grigioni
Duilio Grigioni (Roma, 6 maggio 1890 – Roma, 1960) è stato un partigiano italiano. Portinaio in via Marco Aurelio vicino al Colosseo, divenne responsabile del deposito armi e esplosivi dei GAP romani. Catturato dai tedeschi e torturato in via Tasso, scampò alla morte ma rimase invalido.

## Biografia
Nato a Roma il 6 maggio 1890 da Feliciano Grigioni (1853) e da Oliva Carloni, aveva l'occupazione di portinaio. Durante l'occupazione tedesca contribuì a trasformare una cantina di via Marco Aurelio, che aveva dato in uso al "GAP centrale" di Roma, in una sorte di santabarbara dei patrioti antifascisti. Grigioni era, infatti, il portiere dell'edificio, situato dietro il Colosseo, dal quale i gappisti fecero uscire il materiale esplosivo (gli involucri metallici erano stati procurati dagli operai della Romana Gas), che avrebbero utilizzato per l'azione di via Rasella. Arrestato su delazione il 28 aprile del 1944 dai fascisti del reparto speciale di Pietro Koch, Grigioni fu rinchiuso prima nella pensione Jaccarino e poi nelle segrete di via Tasso. Condannato a morte dal Tribunale di guerra germanico, fu liberato dalla folla quando i tedeschi lasciarono la Capitale e, nel dopoguerra, riprese il suo lavoro di portinaio. È deceduto a Roma nel 1960.